# Hugo Cabezas
Pour les articles homonymes, voir Cabezas.
Hugo Cabezas est un homme politique vénézuélien né à Boconó (État de Trujillo) le 22 septembre 1972. Deux fois ministre vénézuélien du Bureau de la présidence et du Suivi de la gestion du gouvernement en 2007 et 2014, il a été gouverneur de l'État de Trujillo de 2008 à 2012.

## Biographie
Né à Boconó dans l'État de Trujillo, Hugo Cabezas, de son nom complet Hugo César Cabezas Bracamonte, est diplômé de l'université des Andes.

### Carrière politique
En 2003, il commence sa carrière dans la haute administration comme directeur du service administratif de l'Identification, de la Migration et de l'Immigration (Servicio Administrativo de Identificación, Migración y Extranjería ou SAIME, en espagnol).
Il est nommé ministre du Bureau de la présidence et du Suivi de la gestion du gouvernement sous la présidence d'Hugo Chávez en 2007, puis de nouveau sous la présidence de Nicolás Maduro le 9 janvier 2014,.
De 2008 à 2012, il est élu gouverneur son État natal, l'État de Trujillo, avec 59.96 % des voix.
En 2013, Ernesto Villegas, alors ministre de la Communication et de l'Information, le nomme directeur du Complejo Editorial Alfredo Maneiro (ou CEAM).
Le 29 octobre 2018, il est nommé directeur général des opérations et de l'administration par le conseil d'administration de la société Smurfit Kappa Cartones de Venezuela.
En mai 2021, il accorde une interview dans l'émission Conexión Abierta, diffusée par Boconesa au cours de laquelle il précise ne pas renoncer à briguer à nouveau le poste de gouverneur d'État de Trujillo, alors qu'il avait dû renoncer à se présenter à sa propre succession en 2012 après son premier mandat à la suite de la manifestation des Rojas, Rojitas et l'arrivée à la tête de l'État d'Henry Rangel Silva.